# Semblançay
Cet article possède un paronyme, voir Sembleçay.
Semblançay est une commune française située dans le département d'Indre-et-Loire, en région Centre-Val de Loire.
Les habitants sont appelés Semblancéens et Semblancéennes.

## Géographie
Semblançay est située sur le cours de la Choisille, un affluent de la Loire.
|        | Neuillé-Pont-Pierre | Rouziers-de-Touraine    |
| Sonzay | Semblançay          | Saint-Antoine-du-Rocher |
| Pernay | Saint-Roch          | Charentilly             |

### Lieux-dits et écarts
- Le Serrain ;
- les Bruyères.

### Hydrographie

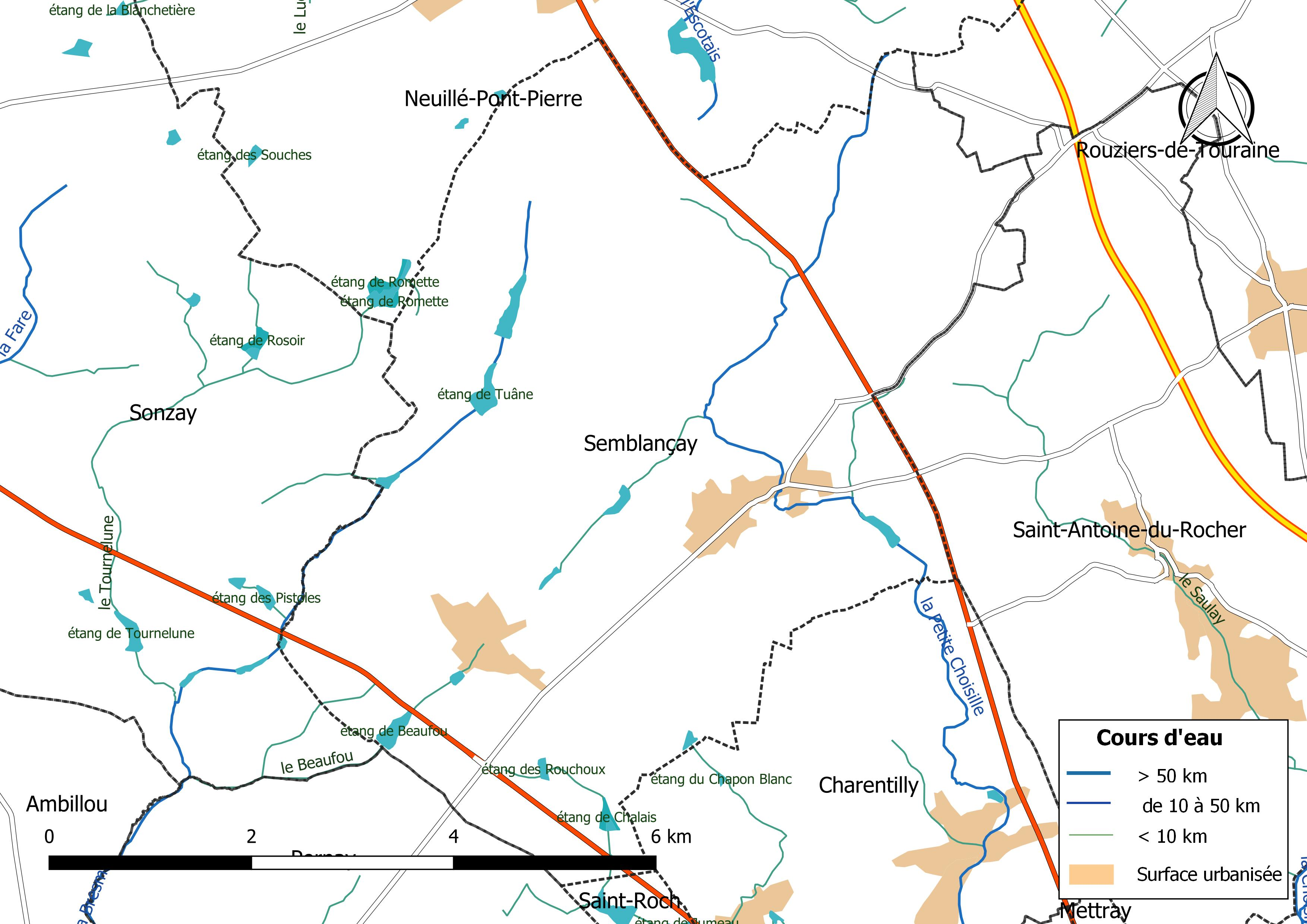
Réseau hydrographique de Semblançay.

Le réseau hydrographique communal, d'une longueur totale de 21,77 km, comprend deux cours d'eau notables, la Bresme (4,896 km) et la Petite Choisille (7,471 km), et divers petits cours d'eau dont le Tournelune (0,353 km) et le Beaufou (1,449 km),.
La Bresme, d'une longueur totale de 26,9 km, prend sa source sur le territoire communal au lieu-dit le Plessis de la Gagnerie, à 120 m d'altitude et se jette dans la Loire sur la commune de Saint-Étienne-de-Chigny, à 39 m d'altitude à la pointe de l'île Belle Fille, après avoir traversé 7 communes. 
Sur le plan piscicole, la Bresme est classée en deuxième catégorie piscicole. Le groupe biologique dominant est constitué essentiellement de poissons blancs (cyprinidés) et de carnassiers (brochet, sandre et perche).
La Petite Choisille, d'une longueur totale de 16,5 km, prend sa source dans la commune de Neuillé-Pont-Pierre et se jette dans la Choisille à La Membrolle-sur-Choisille, après avoir traversé 4 communes. 
Ce cours d'eau est classé dans les listes 1 et 2 au titre de l'article L. 214-17 du code de l'environnement sur le Bassin Loire-Bretagne. Au titre de la liste 1, aucune autorisation ou concession ne peut être accordée pour la construction de nouveaux ouvrages s'ils constituent un obstacle à la continuité écologique et le renouvellement de la concession ou de l'autorisation des ouvrages existants est subordonné à des prescriptions permettant de maintenir le très bon état écologique des eaux. Au titre de la liste 2, tout ouvrage doit être géré, entretenu et équipé selon des règles définies par l'autorité administrative, en concertation avec le propriétaire ou, à défaut, l'exploitant,. 
Sur le plan piscicole, la Petite Choisille est également classée en deuxième catégorie piscicole.
Dix zones humides ont été répertoriées sur la commune par la direction départementale des territoires (DDT) et le conseil départemental d'Indre-et-Loire : « la vallée de la Petite Choisille du Grand Moulin au Moulin Banal », « l'étang du Grand Moulin », « la vallée de la Petite Choisille de Belleville à la Croix Planche », « Chateau Ruiné », « les étangs de Belleville et de la Clogellerie », « l'étang du Tremblay », « l'étang de Tuane », « l'étang de la Gagnerie Château », « la vallée de la Bresme autour de l'l'étang de la Bresme », « l'étang des Rouchoux », « l'étang de la Chambre aux Dames », « l'étang de Chalais » et « l'étang de Richebourg »,.

### Climat
Pour des articles plus généraux, voir Climat du Centre-Val de Loire et Climat d'Indre-et-Loire.
En 2010, le climat de la commune est de type climat océanique altéré, selon une étude du CNRS s'appuyant sur une série de données couvrant la période 1971-2000. En 2020, Météo-France publie une typologie des climats de la France métropolitaine dans laquelle la commune est dans une zone de transition entre le climat océanique et le climat océanique altéré et est dans la région climatique  Moyenne vallée de la Loire, caractérisée par une bonne insolation (1 850 h/an) et un été peu pluvieux. 
Pour la période 1971-2000, la température annuelle moyenne est de 11,1 °C, avec une amplitude thermique annuelle de 14,7 °C. Le cumul annuel moyen de précipitations est de 721 mm, avec 11,4 jours de précipitations en janvier et 6,6 jours en juillet. Pour la période 1991-2020, la température moyenne annuelle observée sur la station météorologique de Météo-France la plus proche, sur la commune de Fondettes à 11 km à vol d'oiseau, est de 11,9 °C et le cumul annuel moyen de précipitations est de 725,7 mm,. Pour l'avenir, les paramètres climatiques de la commune estimés pour 2050 selon différents scénarios d'émission de gaz à effet de serre sont consultables sur un site dédié publié par Météo-France en novembre 2022.

## Urbanisme

### Typologie
Au 1er janvier 2024, Semblançay est catégorisée commune rurale à habitat dispersé, selon la nouvelle grille communale de densité à sept niveaux définie par l'Insee en 2022.
Elle est située hors unité urbaine. Par ailleurs la commune fait partie de l'aire d'attraction de Tours, dont elle est une commune de la couronne,. Cette aire, qui regroupe 162 communes, est catégorisée dans les aires de 200 000 à moins de 700 000 habitants,.

### Occupation des sols
L'occupation des sols de la commune, telle qu'elle ressort de la base de données européenne d’occupation biophysique des sols Corine Land Cover (CLC), est marquée par l'importance des territoires agricoles (59,3 % en 2018), en diminution par rapport à 1990 (62,2 %). La répartition détaillée en 2018 est la suivante : 
forêts (35,6 %), terres arables (33 %), zones agricoles hétérogènes (15,7 %), prairies (10,6 %), zones urbanisées (3,1 %), milieux à végétation arbustive et/ou herbacée (2 %). L'évolution de l’occupation des sols de la commune et de ses infrastructures peut être observée sur les différentes représentations cartographiques du territoire : la carte de Cassini (XVIIIe siècle), la carte d'état-major (1820-1866) et les cartes ou photos aériennes de l'IGN pour la période actuelle (1950 à aujourd'hui).

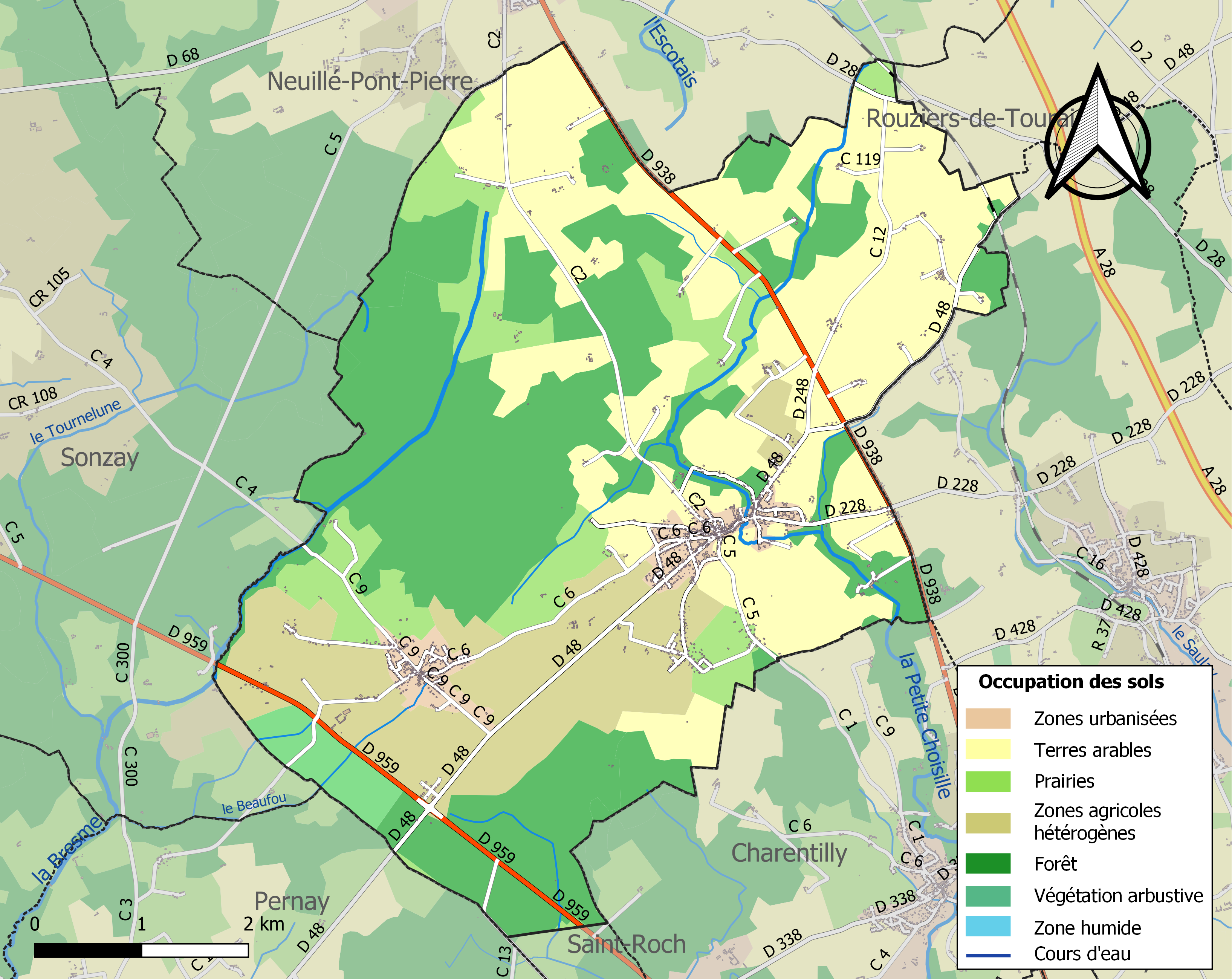
Carte des infrastructures et de l'occupation des sols de la commune en 2018 (CLC).

### Risques majeurs
Le territoire de la commune de Semblançay est vulnérable à différents aléas naturels : météorologiques (tempête, orage, neige, grand froid, canicule ou sécheresse) et séisme (sismicité très faible). Un site publié par le BRGM permet d'évaluer simplement et rapidement les risques d'un bien localisé soit par son adresse soit par le numéro de sa parcelle.

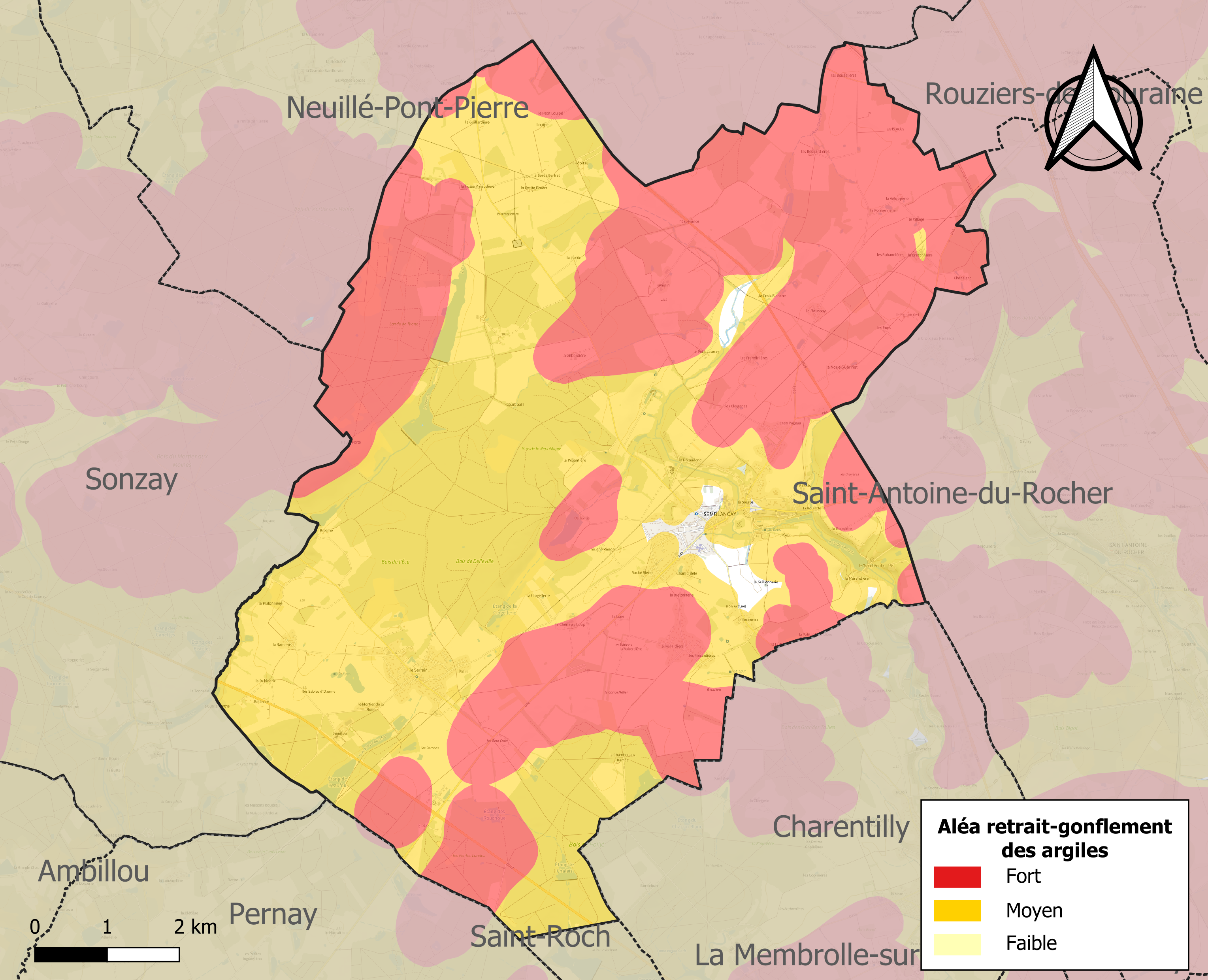
Carte des zones d'aléa retrait-gonflement des sols argileux de Semblançay.

Le retrait-gonflement des sols argileux est susceptible d'engendrer des dommages importants aux bâtiments en cas d’alternance de périodes de sécheresse et de pluie. 98,5 % de la superficie communale est en aléa moyen ou fort (90,2 % au niveau départemental et 48,5 % au niveau national). Sur les 864 bâtiments dénombrés sur la commune en 2019, 748 sont en aléa moyen ou fort, soit 87 %, à comparer aux 91 % au niveau départemental et 54 % au niveau national. Une cartographie de l'exposition du territoire national au retrait gonflement des sols argileux est disponible sur le site du BRGM,.
Concernant les mouvements de terrains, la commune a été reconnue en état de catastrophe naturelle au titre des dommages causés par la sécheresse en 1996, 2005 et 2011 et par des mouvements de terrain en 1999.

## Histoire
Semblançay serait bâti sur le site d'une ancienne villa romaine détenant le nom de la célèbre famille romaine des Semblancorum[réf. nécessaire].
La vie médiévale s'organise autour du prieuré, dépendant de Marmoutier, et du château féodal.
En 1821, Semblançay annexe la commune du Serrain.

## Politique et administration

### Tendances politiques et résultats
| Scrutin             | Scrutin             | 1er tour | 1er tour  | 1er tour | 1er tour | 1er tour | 1er tour | 1er tour | 1er tour  | 1er tour | 1er tour | 1er tour | 1er tour | 2d tour | 2d tour | 2d tour | 2d tour | 2d tour | 2d tour |
| Scrutin             | Scrutin             | 1er      | 1er       | %        | 2e       | 2e       | %        | 3e       | 3e        | %        | 4e       | 4e       | %        | 1er     | 1er     | %       | 2e      | 2e      | %       |
| ------------------- | ------------------- | -------- | --------- | -------- | -------- | -------- | -------- | -------- | --------- | -------- | -------- | -------- | -------- | ------- | ------- | ------- | ------- | ------- | ------- |
| Présidentielle 2017 | Présidentielle 2017 |          | EM        | 22,11    |          | LR       | 21,21    |          | LFI       | 21,21    |          | FN       | 20,09    |         | EM      | 66,85   |         | FN      | 33,15   |
| Présidentielle 2022 | Présidentielle 2022 |          | LREM      | 28,03    |          | RN       | 25,31    |          | LFI       | 17,68    |          | LR       | 7,04     |         | LREM    | 56,98   |         | RN      | 43,02   |
| Législatives 2022   | 5e                  |          | MoDem-Ens | 25,86    |          | RN       | 25,12    |          | PCF-Nupes | 20,47    |          | LR       | 13,24    |         | MoDem   | 53,94   |         | RN      | 46,06   |
| Législatives 2024   | 5e                  |          | RN        | 37,30    |          | PCF-NFP  | 23,97    |          | MoDem-Ens | 23,74    |          | LR       | 11,44    |         | MoDem   | 57,93   |         | RN      | 42,07   |

### Liste des maires
| Période                                  | Période   | Identité         | Étiquette | Qualité                                                                          |
| ---------------------------------------- | --------- | ---------------- | --------- | -------------------------------------------------------------------------------- |
| Maire en 1921                            |           | Eugène Ménard    |           |                                                                                  |
| Les données manquantes sont à compléter. |           |                  |           |                                                                                  |
| 1977                                     | 1983      | M. Chaumet       |           |                                                                                  |
| mars 1983                                | juin 1995 | Jean Hubé        |           | Agriculteur                                                                      |
| juin 1995                                | En cours  | Antoine Trystram | UMP ➞ LR  | Chef d'entreprise Président de la Communauté de communes de Gâtine et Choisilles |

## Population et société

### Démographie
L'évolution du nombre d'habitants est connue à travers les recensements de la population effectués dans la commune depuis 1793. Pour les communes de moins de 10 000 habitants, une enquête de recensement portant sur toute la population est réalisée tous les cinq ans, les populations de référence des années intermédiaires étant quant à elles estimées par interpolation ou extrapolation. Pour la commune, le premier recensement exhaustif entrant dans le cadre du nouveau dispositif a été réalisé en 2004.

En 2022, la commune comptait 2 170 habitants, en évolution de −0,09 % par rapport à 2016 (Indre-et-Loire : +1,67 %, France hors Mayotte : +2,11 %).
| 1793 | 1800 | 1806 | 1821 | 1831 | 1836 | 1841  | 1846  | 1851  |
| ---- | ---- | ---- | ---- | ---- | ---- | ----- | ----- | ----- |
| 664  | 574  | 656  | 750  | 901  | 963  | 1 009 | 1 063 | 1 156 |

| 1856  | 1861  | 1866  | 1872  | 1876  | 1881  | 1886  | 1891  | 1896  |
| ----- | ----- | ----- | ----- | ----- | ----- | ----- | ----- | ----- |
| 1 150 | 1 164 | 1 159 | 1 111 | 1 103 | 1 111 | 1 127 | 1 106 | 1 125 |

| 1901  | 1906  | 1911  | 1921 | 1926 | 1931 | 1936 | 1946 | 1954 |
| ----- | ----- | ----- | ---- | ---- | ---- | ---- | ---- | ---- |
| 1 112 | 1 079 | 1 082 | 962  | 921  | 920  | 852  | 916  | 908  |

| 1962 | 1968 | 1975 | 1982  | 1990  | 1999  | 2004  | 2006  | 2009  |
| ---- | ---- | ---- | ----- | ----- | ----- | ----- | ----- | ----- |
| 929  | 867  | 875  | 1 093 | 1 489 | 1 692 | 1 960 | 1 963 | 2 057 |

| 2014  | 2019  | 2022  | - | - | - | - | - | - |
| ----- | ----- | ----- | - | - | - | - | - | - |
| 2 143 | 2 173 | 2 170 | - | - | - | - | - | - |

### Enseignement
Semblançay se situe dans l'Académie d'Orléans-Tours (Zone B) et dans la circonscription de Saint-Cyr-sur-Loire.
L'école maternelle et l'école élémentaire accueillent les élèves de la commune.

## Culture locale et patrimoine

### Lieux et monuments
- On doit le château de Semblançay[38] (actuellement en ruines, il ne reste que le donjon ou la tour maîtresse[39] et un pilier de pont-levis) à Foulques Nerra. Non loin de ces ruines, on peut voir l'entrée d'un souterrain, près d'un chambranle de porte en pierre datant du Moyen Âge. Celui-ci irait selon les dires jusqu'à Chinon.[évasif] D'autres édifices particuliers agrémentent le domaine : un pigeonnier octogonal, une chapelle construite par Jacques de Beaune pour le compte de François Ier. On y reconnaît nettement l'emblème royal, la salamandre. Ce monument se situe dans l'enceinte du domaine de La Source, lieu du déroulement d'un fameux son et lumière : la Scénoféérie de Semblançay. Le domaine tient son nom d'une source ferrugineuse qui était un lieu de pèlerinage à l'époque gallo-romaine.
  Inscrit MH (1947)
- Domaine de La Source. Le logis de Jacques de Beaune, qui sert de décor au spectacle, est aujourd'hui un lieu d'hébergement pour 25 jeunes gens de l'institut médico-éducatif. 
En se rendant sur le site, près du parking, on longe les locaux pédagogiques, classes et ateliers. De l'autre côté de la route, un carré de bâtiments constitue le foyer « Les trois Sources ». L'orientation de ces établissements fait une large place à l'intégration professionnelle et sociale.
L'initiative d'un spectacle vivant à Semblançay, en 1989, avait pour objectif premier de créer et de renforcer les relations entre les jeunes gens qui vivent ici et les habitants de Semblançay. Le domaine de la Source est depuis 1967 la propriété de l'Association la Source. Composée exclusivement de parents d'enfants handicapés, cette association est gestionnaire d'établissements médico-sociaux en Indre-et-Loire.
  - un foyer d'animation à Ambillou.
  - un centre d'aide par le travail à Tours (CAT de l'Europe).
  - des foyers d'hébergement à Tours.
et à Semblançay,
  - un institut médico-éducatif de 38 lits et places.
  - un foyer d'animation de 35 lits et places.
Jusqu'en 1967, la propriété appartenait à la F.O.E.F.I. (Fédération des Œuvres de l'Enfance Française d'Indochine). Jusqu'à 300 enfants eurasiens ont été accueillis et ont fréquenté les établissements scolaires de la région.
- La poste du village est agrémentée d'une mosaïque peu commune, réalisée par Sante Vallar, mosaïste italien établi à Tours.

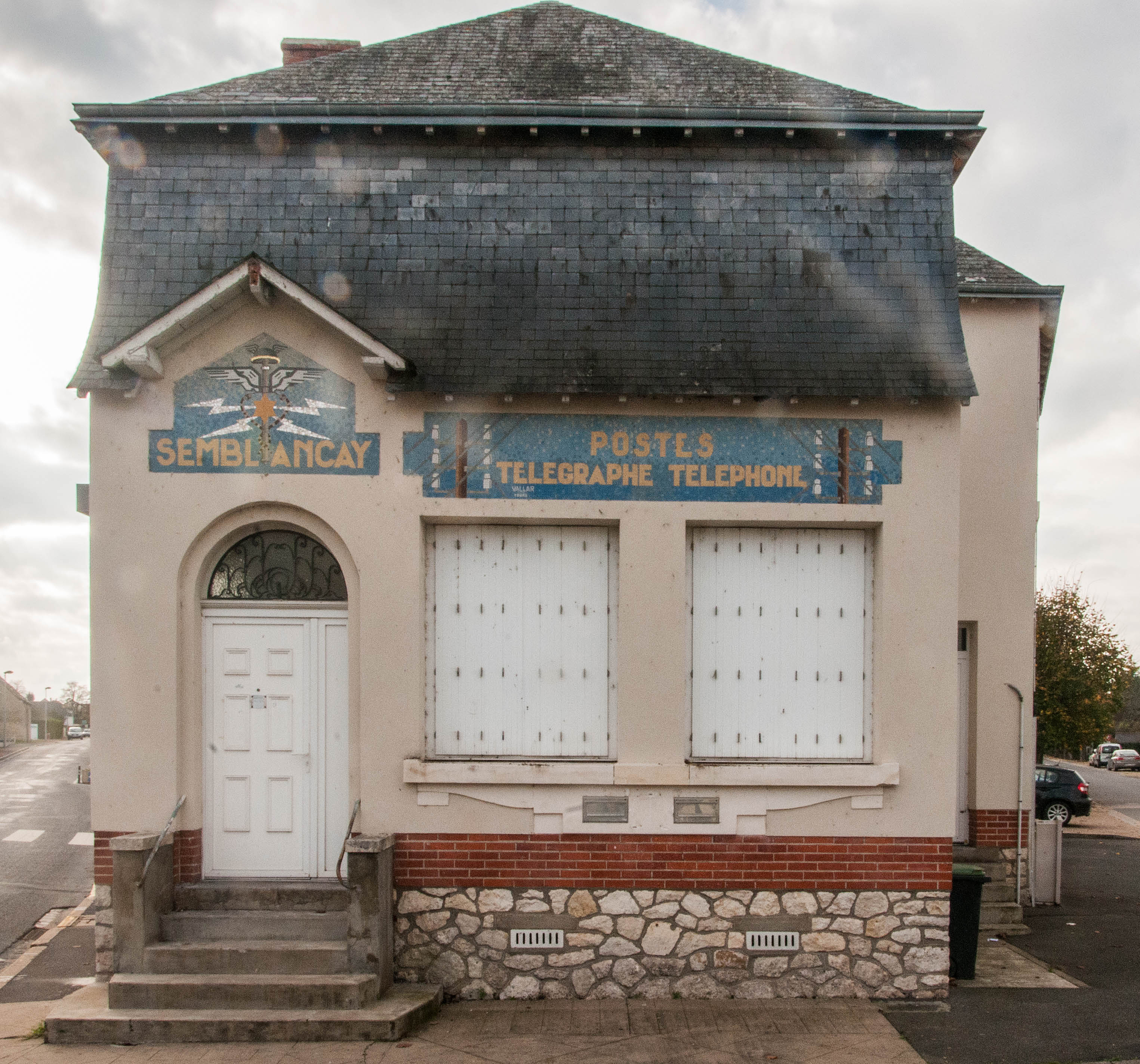
Bureau de Poste de Semblançay, mosaïque de Sante Vallar.

- Grands Moulins de Semblançay pour la boulangerie artisanale et industrielle.
- Église Saint-Martin de Semblancay,  Inscrit MH (1946).
- Château de Dolbeau
- Château du Grand Launay

### Personnalités liées à la commune
- Jacques de Beaune, surintendant des finances de François Ier, fut baron de Semblançay et seigneur de Montrichard.
- Louis-Jérôme Gohier, président du Directoire en 1799, né à Semblançay le 17 février 1746.
- Francis Girod, réalisateur, producteur et scénariste, né à Semblançay le 9 octobre 1944. Membre de l’Académie des beaux-arts.
- Foulques Nerra, premier seigneur ayant construit un château en pierre au Moyen Âge.
- Léon-Prosper Rénier, publicitaire, PDG de l'Agence Havas (1924-1944), propriétaire du château de La Source pendant 35 ans (1905-1940)[40].
- Maurice de la Taille, prêtre jésuite et liturgiste.
- Alfred de Vigny, écrivain français (1797-1683)

### Équipements culturels
La commune dispose d'une bibliothèque appartenant à l'association Culture et bibliothèques pour tous.

### Tourisme
Semblançay organise tous les étés un spectacle son et lumière, La légende de la source, qui participe à la renommée du village dans la région. Depuis 1989, près de 450 comédiens et comédiennes font revivre la grande fresque historique : la Scénoféerie de Semblançay de la période gallo-romaine à la Révolution française, plus de 2000 ans d'histoire dans un spectacle se déroulant dans le parc du logis de Jacques de Beaune, surintendant des finances de François Ier, Honoré Pottier et son petit-fils Benjamin font revivre l'histoire et la légende de la Source.

### Héraldique
|  | Les armoiries de Semblançay se blasonnent ainsi : De gueules au chevron d'argent accompagné de trois besants d'or. (blason de Jacques de Beaune) Emaux modifiés d'après les recherches de JP Fernon. |